# Pavel Barša
Pavel Barša (* 1. srpna 1960) je český politolog. Vystudoval marxisticko-leninskou filozofii a politickou ekonomii na Filozofické fakultě MU v Brně a politickou vědu na Středoevropské univerzitě v Budapešti. Roku 2006 se stal profesorem na Ústavu politologie Filozofické fakulty Univerzity Karlovy v Praze. Od roku 2002 je výzkumným pracovníkem Ústavu mezinárodních vztahů v Praze.
Je členem hudební skupiny Odvážní bobříci a Pro pocit jistoty.